# عازف جاز
عازف الجاز هو موسيقي يعزف موسيقى الجاز بآلات عزف الجاز المحددة وهي الساكسفون، والتشيللو، والبيانو، والترومبون، وآلات القرع. ويعتمد عازف الجاز غالبًا على الارتجال في خلق نوتاته الموسيقية، ويعزف هذا النوع من الموسيقى عازف جاز وحيد أو ضمن فرقة.

## رواد موسيقى الجاز
ولموسيقى الجاز رواد كان لهم الفضل في انتشار هذا النوع من الموسيقى وتطويره كذلك ومنهم: لويس أرمسترونج، بيلي هوليداي، نينا سايمون، سكوت جوبلين ، شارلز بولدن، إيرل هاينز، فاتس وولر، كونت بيزيز، ستيفانى جرابيلى، بينى جودمان، أرت تاتيوم. سارة فوغان، فرانك سيناترا